# Yuan Huangtou
Yuan Huangtou (元黄头) est un prince chinois fils de l'Empereur Yuan Lang de la dynastie Wei de l'Est. À son époque, l'empereur adverse de la dynastie Qi du Nord, Gao Yang, prend le contrôle du Wei de l'Est et en fait un État fantoche. Yuan Huangtou et d'autres sont alors fait prisonniers dans la tour du Phénix d'or de 33 m à Ye. Gao Yang a alors la particularité d'exécuter ses prisonniers en les forçant à s'envoler avec des ailes de papier tendus avec du bambou. Yuan Huangtou est le seul qui survit au vol et parvient jusqu'à la « route violette » située à 2,5 km de distance. C'est la deuxième mention d'un vol par cerf-volant de l'histoire après celle d'un général chinois en 200 av.J.C. qui aurait survolé un territoire ennemi pour calculer la longueur nécessaire d'un tunnel pour entrer dans la zone. Yuan Huangtou est cependant exécuté peu après avec sa famille,,.
Son vol réussi ne connaitra également aucune suite dans l'histoire aérienne chinoise.